# پی دوشیزه
پی دوشیزه یک ستاره است که در صورت فلکی دوشیزه قرار دارد.